# Sverre B. Hamre
Sverre Ludvig Borgund Hamre (* 19. Oktober 1918 in Bergen; † 15. Mai 1990) war ein norwegischer General der Heeres (Den Norske Hær), der zuletzt von 1977 bis 1982 Oberbefehlshaber der norwegischen Streitkräfte (Forsvarssjef) war.

## Leben
Hamre besuchte nach dem Gymnasium 1938 die 4. Divisionsbefehlsschule und wurde daraufhin Soldat im Infanterieregiment 9. Nach dem Überfall der deutschen Wehrmacht auf Norwegen am 9. April 1940 floh er am 30. Oktober 1941 nach Großbritannien und wurde als Angehöriger der Exiltruppen 1941 zum Fähnrich sowie 1942 zum Leutnant befördert. Nach dem Besuch der Kriegsschule in London nahm er im Juni 1944 an der Operation Overlord teil, der alliierten Landung in der Normandie, sowie im Anschluss auf alliierter Seite an Kampfhandlung in Westeuropa.
Nach Ende des Zweiten Weltkrieges blieb Hamre Offizier des Heeres (Den Norske Hær) und wurde 1947 zum Hauptmann befördert und absolvierte die Schwedische Kriegshochschule in Stockholm. 1953 erfolgte seine Beförderung zum Major sowie 1955 zum Oberstleutnant. Nach seiner Beförderung zum Oberst war er von 1965 bis 1967 Chef des Materialstabes im Oberkommando des Heeres HOK (Hærens overkommando) sowie zwischen 1967 und 1974 Leiter der Materialabteilung im Verteidigungsministerium. Als solcher wurde er 1972 zum Generalmajor befördert. Nach seiner Beförderung zum Generalleutnant (Generalløytnant) war er zwischen 1974 und 1977 Oberkommandierender der Streitkräfte in Nordnorwegen (Forsvarskommando Nord-Norge). Zuletzt wurde er am 21. März 1977 zum General befördert und als Nachfolger von General Herman Fredrik Zeiner-Gundersen Oberbefehlshaber der norwegischen Streitkräfte (Forsvarssjef). Diesen Posten bekleidete er fünf Jahre lang bis zu seinem Eintritt in den Ruhestand am 30. Juni 1982, woraufhin er durch General Sven Hauge abgelöst wurde.

## Weblink
- Eintrag in Store norske leksikon

| Personendaten    | Personendaten                                     |
| ---------------- | ------------------------------------------------- |
| NAME             | Hamre, Sverre B.                                  |
| ALTERNATIVNAMEN  | Hamre, Sverre Ludvig Borgund (vollständiger Name) |
| KURZBESCHREIBUNG | norwegischer General                              |
| GEBURTSDATUM     | 19. Oktober 1918                                  |
| GEBURTSORT       | Bergen                                            |
| STERBEDATUM      | 15. Mai 1990                                      |